# Breakthrough Prize
Le Breakthrough Prize est un prix international récompensant des avancées majeures, fondé en 2012 par Mark Zuckerberg et Priscilla Chan de la société Facebook, Sergey Brin fondateur de Google, et Iouri Milner et Anne Wojcicki fondateurs de 23andMe.

## Domaines et montants
Le prix, annuel, est décerné dans trois domaines :
- Breakthrough Prize in Fundamental Physics ou Prix de physique fondamentale
- Breakthrough Prize in Life Sciences
- Breakthrough Prize in Mathematics

Il est doté de trois millions de dollars pour chaque lauréat. 

## Lauréats français
En date d'avril 2024, onze Français ont été distingués par la Fondation Breakthrough :

### En sciences de la vie
- Alim Louis Benabid  (Université Joseph Fourier à Grenoble), pour son travail sur la maladie de Parkinson (2015)
- Emmanuelle Charpentier (Université de Umeå – Suède) pour des travaux de génie génétique (2015)[2]
- Catherine Dulac (2020), chercheuse au Howard Hughes Medical Institute et professeure au département de Biologie cellulaire et moléculaire de l’Université Harvard[1]
- Pascal Mayer (2021), biophysicien et chef d'entreprise (Alphanosos), pour son travail sur le séquençage d'ADN [3]
- Emmanuel Mignot (2023)
- Michel Sadelain[4] (2024)

### En mathématiques
- Maxime Kontsevitch (2015), d'origine russe, naturalisé français en 1999
- Vincent Lafforgue (2019)
- Hugo Duminil-Copin (catégorie "Jeunes" dite "New Horizons") (2017)

### En physique fondamentale
- Luc Blanchet (directeur de recherche à l'Institut d'Astrophysique de Paris) et Thibault Damour (professeur à l'IHES), pour la détection des ondes gravitationnelles, cent ans après leur prédiction par Albert Einstein[5].

## Controverse durant la cérémonie 2025
Lors de la cérémonie de 2025, Seth Rogen, qui remet un prix de physique aux côtés d'Edward Norton, attire l'attention avec des blagues non scénarisées concernant la politique scientifique de la seconde administration de Trump (en). Ces plaisanteries semblent viser certaines figures de l'oligarchie technologique (en) liées au Breakthrough Prize. Il déclare :
« Et il est étonnant que d'autres dans cette salle aient soutenu l'élection d'un homme qui, au cours de la semaine dernière, a détruit à lui seul toute la science américaine. »
« C'est étonnant de voir à quel point on peut détruire la science avec 320 millions de dollars et RFK Jr, très rapidement. »
Ces passages sont supprimés au montage et n'apparaissent pas dans la retransmission de la cérémonie, diffusée sur Youtube une semaine plus tard. 